# Municipio de Morrill (Kansas)
El municipio de Morrill (en inglés, Morrill Township) es un municipio ubicado en el condado de Brown, Kansas, Estados Unidos. Según el censo de 2020, tiene una población de 491 habitantes.

## Geografía
Está ubicado en las coordenadas 39°57′16″N 95°43′26″O / 39.95444, -95.72389 (39.954427, -95.723767). Según la Oficina del Censo de los Estados Unidos, tiene una superficie total de 105.84 km², de la cual 105.68 km² corresponden a tierra firme y 0.16 km² son agua.

## Demografía
Según el censo de 2020, hay 491 personas residiendo en la región. La densidad de población es de 4.6 hab./km². El 95.32 % de los habitantes son blancos, el 2.44 % son amerindios y el 2.24% son de una mezcla de razas. Del total de la población, el 0.81 % son hispanos o latinos de cualquier raza.